# پایگاه هوایی قانت
پایگاه هوایی قانت (به انگلیسی: Kant Air Base) یک فرودگاه همگانی و نظامی است که یک باند فرود بتن دارد و طول باند آن ۲۷۰۰ متر است. این فرودگاه در شهر قانت، قرقیزستان کشور قرقیزستان قرار دارد و در ارتفاع ۷۷۷ متری از سطح دریا واقع شده است.